# Paratydaeolus clavatus
Paratydaeolus clavatus är en spindeldjursart som beskrevs av Momen och Lundqvist 1996. Paratydaeolus clavatus ingår i släktet Paratydaeolus, och familjen Iolinidae. Arten är reproducerande i Sverige.